# Бойня в Гринсборо
Бойня в Гринсборо — события в Гринсборо (Северная Каролина) 3 ноября 1979, когда леворадикальные активисты маоистской «Коммунистической рабочей партии США» (Communist Workers' Party) и примкнувшие к ним демонстранты, протестовавшие против сегрегации на производстве, столкнулись с ультраправыми членами Ку-Клукс-Клана и Американской нацистской партии, использовавшими огнестрельное оружие. В результате погибло четверо коммунистов и один посторонний, и ещё десять демонстрантов были ранены.
Позднее состоялось два уголовных процесса над ку-клукс-клановцами и нацистами. Во время первого процесса в 1980 г. присяжные (все белые) оправдали всех обвиняемых. Второй процесс, прошедший в федеральном суде в 1984 г., закончился оправданием 9 обвиняемых, при этом также все присяжные были белыми.
Выжившие в бойне подали гражданский иск в 1980 г. (интересы истцов представляла юридическая фирма en:Christic Institute). В ходе процесса многочисленные полицейские и федеральные агенты обвинялись в уклонении от обязательств по защите демонстрантов и в предвзятом отношении. Присяжные признали клановцев виновными в смерти доктора Майкла Нейтена, единственного некоммуниста из погибших. Также присяжные признали виновным Полицейское управление Гринсборо в непринятии мер к предотвращению стрельбы, при том, что полицейские заранее знали о намерениях клановцев от информатора. Ответчики, включая полицию, были присуждены к выплате компенсаций общим размером в 350 тыс. долларов. Это был один из немногих случаев в истории США, когда присяжные признали полицейских виновными в содействии Ку-Клукс-Клану при осуществлении его преступных намерений.
В ноябре 2004 г., в 25-ю годовщину событий, около 700 демонстрантов прошагали через Гринсборо по пути памятной манифестации. В том же году по инициативе частных лиц была создана Комиссия правды и примирения Гринсборо, созданная по образцу аналогичной комиссии по борьбе с последствиями апартеида в ЮАР (см. en:Truth and Reconciliation Commission (South Africa)) с тем, чтобы исследовать события и заслушать свидетельства, касавшиеся событий 1979 года. Мэр и большинство членов городского совета отказались поддержать инициативу, поэтому комиссия, существовавшая на добровольных началах, не имела полномочий вызывать свидетелей или требовать представления документов, и сбор материалов проводился лишь благодаря добровольной поддержке заинтересованных лиц. Комиссия выпустила отчёт, который гласил, что хотя обе стороны спровоцировали конфликт риторикой ненависти, клановцы и нацисты изначально планировали нанести ущерб протестовавшим, а полицейские содействовали клановцам и попустительствовали насилию с их стороны, зная об их намерениях изначально.
Лишь в 2009 г. городской совет Гринсборо принял постановление, где выразил сожаление о гибели людей во время событий. В 2015 г. в городе была открыта мемориальная плита в память о событиях; в церемонии участвовало около 300 человек.